# Роса Лопес
Роса Лопез (нар. 14 січня 1981, Лачар, Іспанія) — іспанська співачка. Представляла Іспанію на пісенному конкурсі Євробачення 2002 (у фіналі посіла сьоме місце).

## Дискографія
- 2002: Rosa
- 2003: Ahora
- 2004: Ojalá
- 2006: Me siento viva
- 2008: Promesas
- 2009: Propiedad de nadie
- 2012: Rosa López
- 2017: Nuevo álbum